# Roaring Rapids
Roaring Rapids est une attraction de type river rapids située dans le pays d'Adventure Isle, au Royaume Enchanté de Shanghai Disneyland (Chuansha, Chine).

## Description

### Scénario
Des bruits étranges émanent de la Roaring Mountain. Les populations habitant aux alentours redoutent que Q’aráq (en chinois, 魁), un grand reptile, y soit terré. Des scientifiques envoient une équipe de volontaires pour en avoir le cœur net,.

### Déroulement
Les visiteurs embarquent dans des bouées, et se mettent en route vers Field Camp Beta, un campement scientifique. Un arbre tombé en travers du cours d'eau dévie le courant et redirige les bouées vers la montagne.
Les bouées se rapprochent peu à peu du monstre, dont le cri devient de plus en plus distinct. Les visiteurs aperçoivent enfin l'audio-animatronic de Q’aráq, avant que les bouées ne plongent dans un tunnel de lave, puis cheminent entre des cratères en éruption et des geysers vers le campement.

## L'attraction
Cette attraction bénéficie du système Disney Premier Access
- Ouverture : 16 juin 2016
- Conception : Walt Disney Imagineering
- Superficie : NC
- Longueur du chemin : NC
- Durée approximative : NC
- Type d'attraction : rivière rapide en bouées
- Situation : 31° 08′ 42″ N, 121° 39′ 33″ E

## Galerie

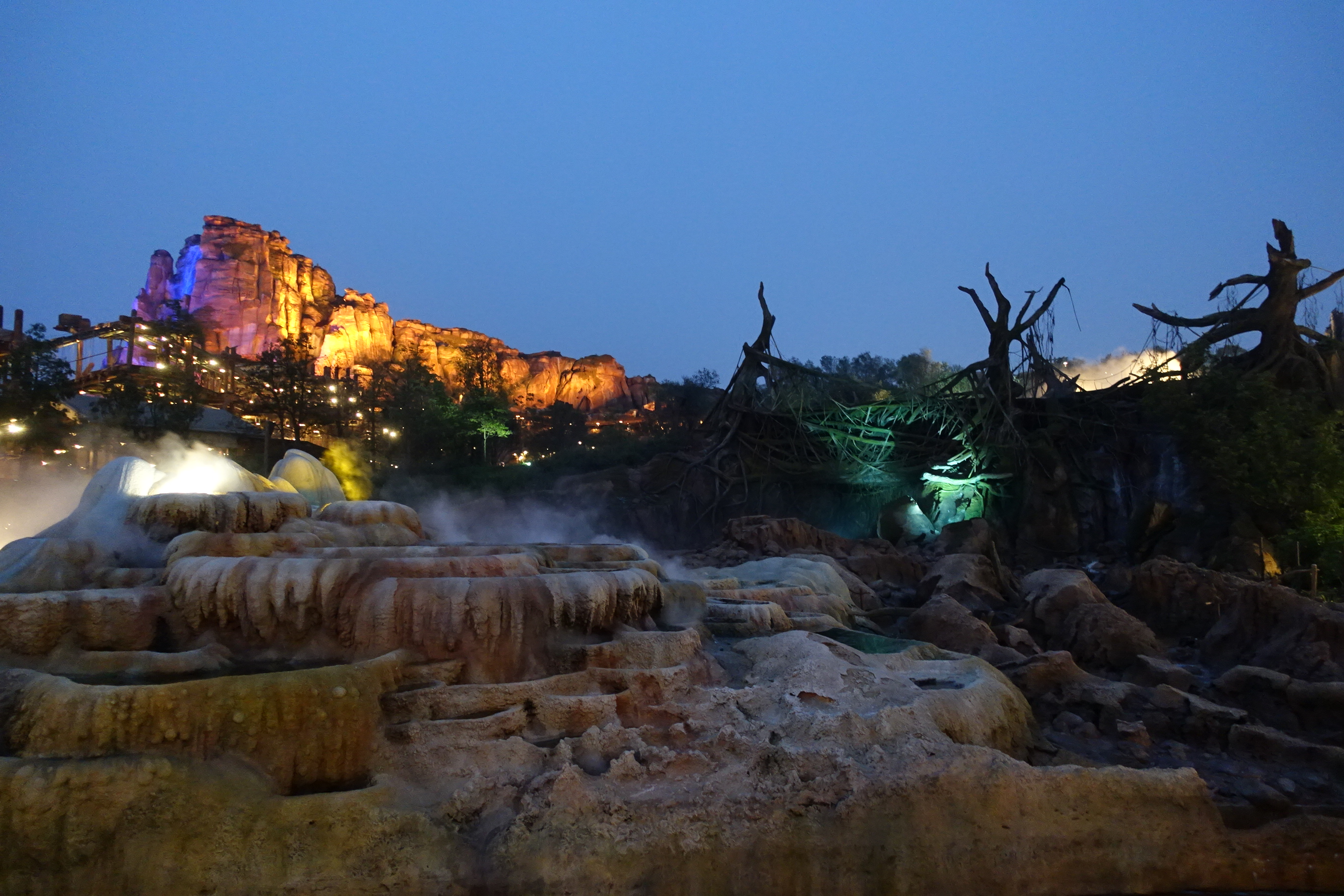
Vue générale de l'attraction.
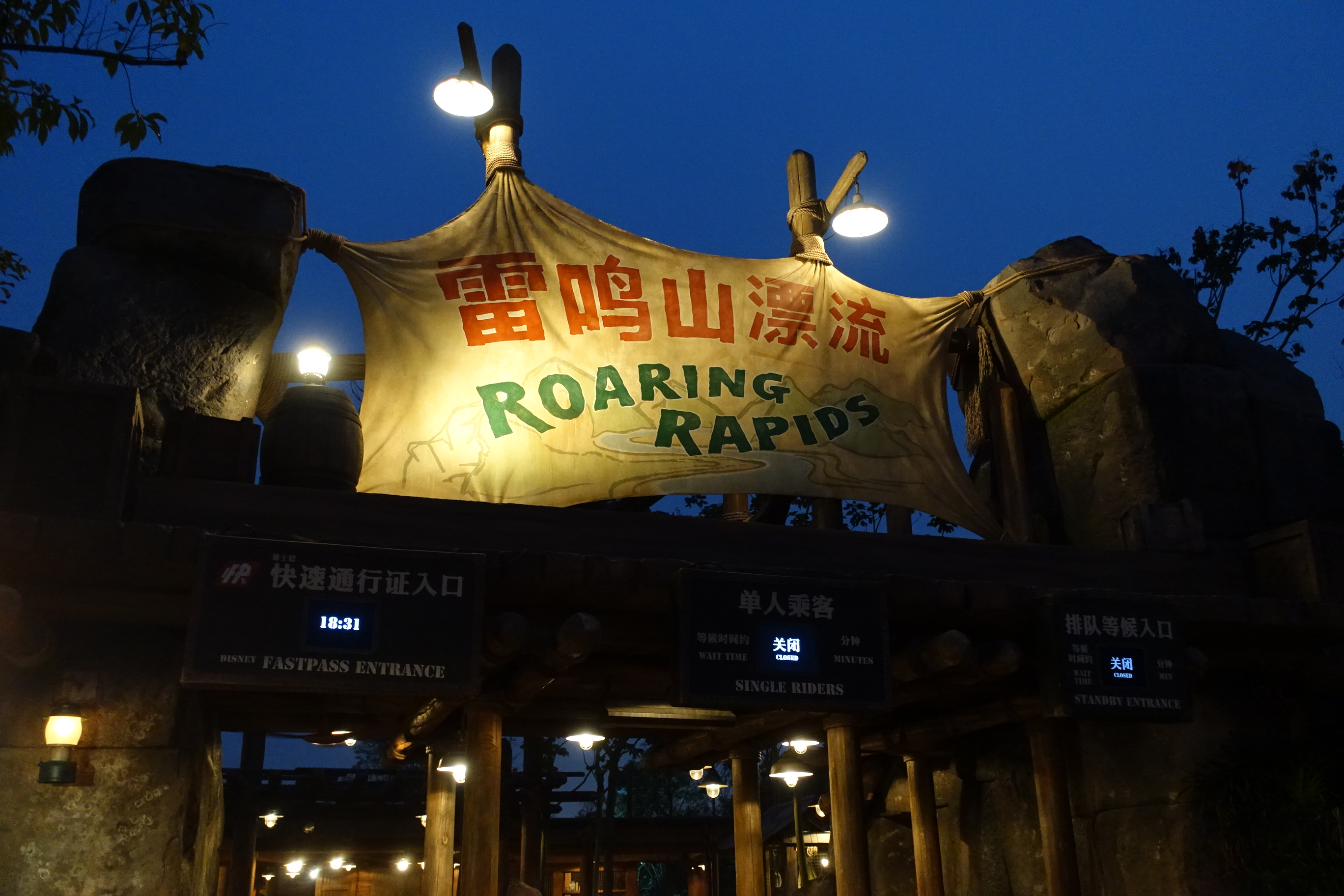
Entrée de l'attraction.
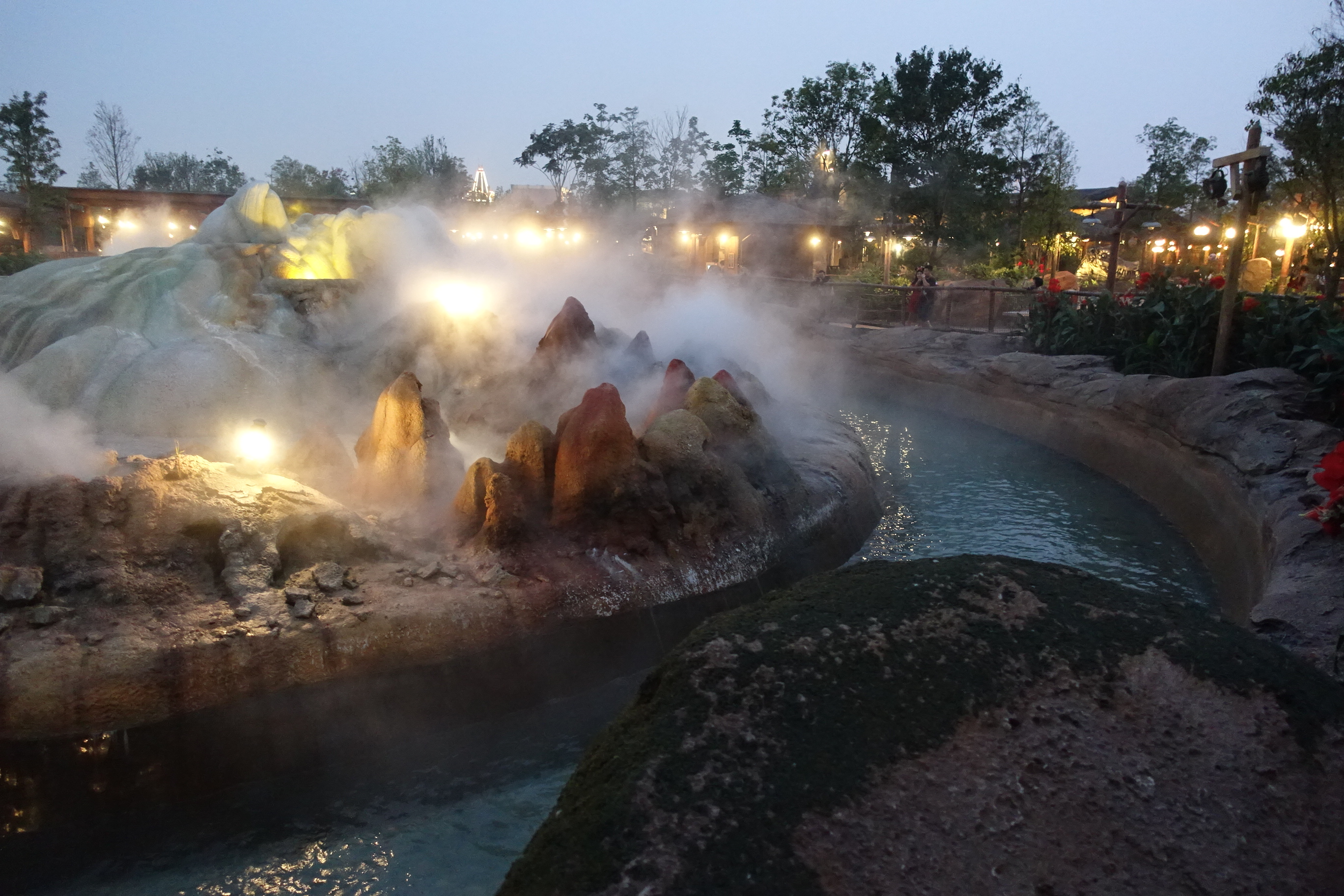
Portion du parcours.